# Ordförande

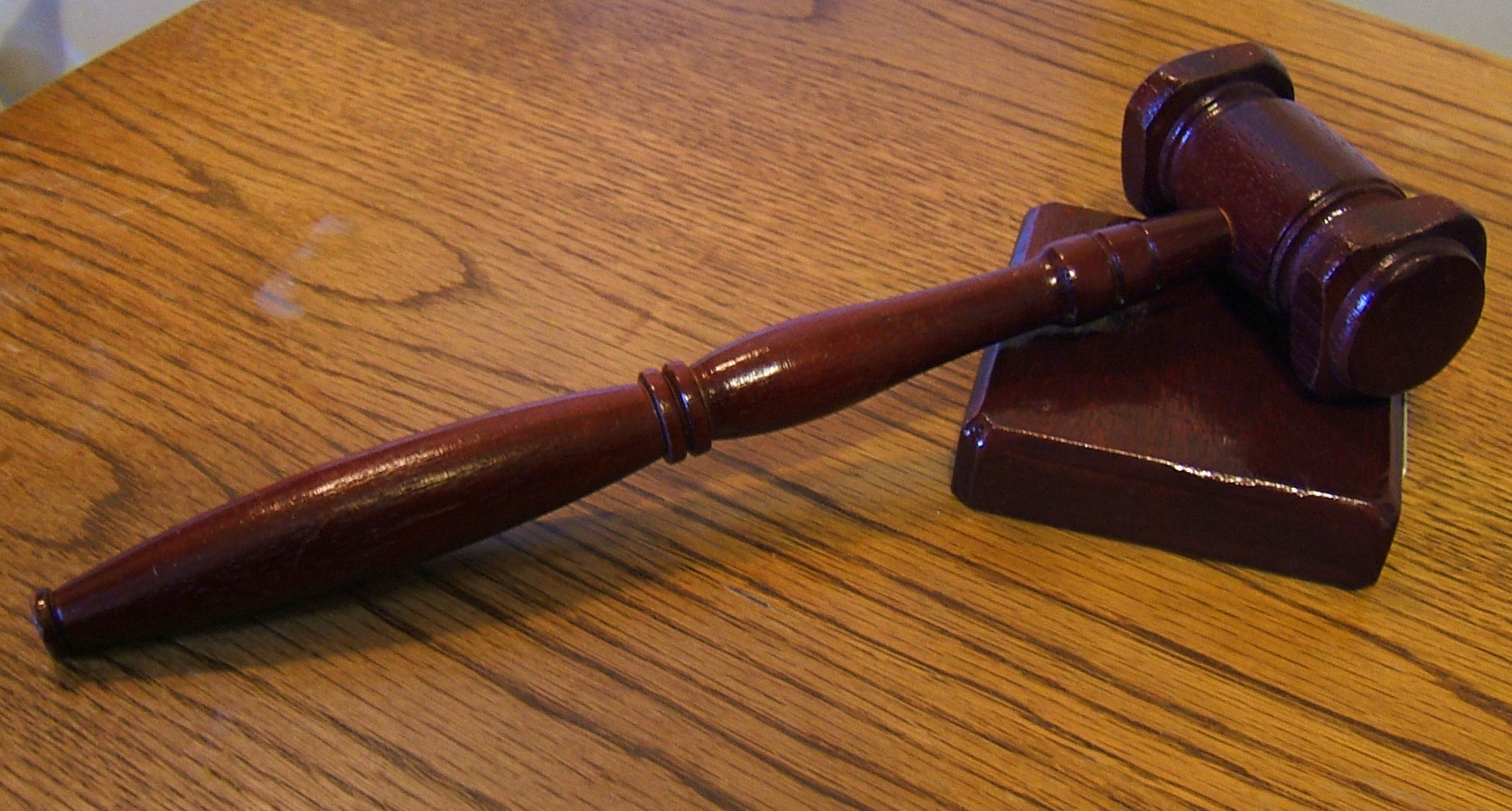
En ordförandeklubba

En ordförande leder arbetet och fördelar ordet på ett sammanträde eller i en organisation. Ordförande kan alltså vara av två slag.
1. En ordförande för ett enstaka tillfälle: person som leder ett möte, sammanträde, förhandling etc. Kallas ofta mötesordförande. Mötesordföranden väljs ofta vid  sittande möte. Detta är vanligt när en styrelse, inklusive styrelseordförande, ska beviljas ansvarsfrihet. Man brukar exempelvis vid årsmöte välja ordförande och sekreterare för mötet som inte ingår i den gamla styrelsen eller förväntas ingå i den nya. I det löpande styrelsearbetet är det oftast ordföranden enligt 2 nedan som leder styrelsemötena.
2. En ordförande för en tidsperiod, som är mer än rent tillfällig: ledare av bolagsstyrelse, förening, politiskt parti etc. Ordföranden för en förening fungerar normalt som ordförande enligt 1 ovan när föreningens styrelse sammanträder. Vederbörande utses normalt på ett årsmöte eller av någon överordnad instans. Ett alternativt namn för ordförande är sammankallande.

Ordförandens ställföreträdare, om sådan är särskilt utsedd, brukar kallas vice ordförande. Det kan finnas flera vice ordförande. I så fall brukar de vara rangordnade.
Vissa organisationer, till exempel Scouterna och Ungdomens Nykterhetsförbund har istället valt delat ordförandeskap mellan två personer och att inte ha någon vice ordförande.
I parlamentariska församlingar brukar ordföranden bära titeln talman.
Ordförande är i domstolsväsen den domare som leder rättegången.